# باتريك موراي
باتريك موراي (بالإنجليزية: Patrick Murray)‏ هو لاعب كرة قدم أمريكية أمريكي، ولد في 22 يونيو 1991 في Mahwah, New Jersey ‏ في الولايات المتحدة.

## وصلات خارجية
- باتريك موراي على موقع مرجع كرة القدم المحترفة.كوم (الإنجليزية)